# Strophosoma sus
Strophosoma sus é uma espécie de insetos coleópteros polífagos pertencente à família Curculionidae.
A autoridade científica da espécie é Stephens, tendo sido descrita no ano de 1831.
Trata-se de uma espécie presente no território português.